# چشم چشم دو ابرو
چشم چشم دو ابرو یکی از ترانه‌های کودکانه در ایران است که توصیفی از نحوهٔ نقاشی سادهٔ اعضای بدن یک انسان توسط کودکان ارائه می‌دهد. این ترانه با عبارت «چشم چشم دو ابرو / دماغ و دهن، یه گردو» آغاز می‌شود.